# Native Dancer
Native Dancer, född 27 mars 1950, död 16 november 1967, kallad The Gray Ghost, var ett engelskt fullblod, mest känd för att ha tagit 21 segrar på 22 starter, och segrat i Preakness Stakes (1953) och Belmont Stakes (1953). Han var en av de mest hyllade tävlingshästar i amerikansk historia och var den första hästen som blev känd via TV. Han valdes in i National Museum of Racing och Hall of Fame 1963. I tidningen Blood-Horses lista över de 100 bästa galopphästarna på 1900-talet rankades han sjua. 

## Bakgrund
Native Dancer var en gråskimmelhingst efter Polynesian och under Geisha (efter Discovery). Native Dancer föddes upp och ägdes av Alfred G. Vanderbilt II. Han tränades under tävlingskarriären av William C. Winfrey.
Native Dancer tävlade mellan 1952 och 1954, och sprang totalt in 785 240 dollar på 22 starter, varav 21 segrar och 1 andraplats. Han tog karriärens största segrar i Preakness Stakes (1953) och Belmont Stakes (1953). Han segrade även i Youthful Stakes (1952), Flash Stakes (1952), Saratoga Special Stakes (1952), Grand Union Hotel Stakes (1952), Hopeful Stakes (1952), Futurity Stakes (1952), East View Stakes (1952), Gotham Stakes (1953), Wood Memorial (1953), Withers Stakes (1953), Dwyer Stakes (1953), Arlington Classic (1953), Travers Stakes (1953), American Derby (1953) och Metropolitan Handicap (1954).

## Karriär
Native Dancer var obesegrad i sina nio starter som tvååring, och röstades fram till American Horse of the Year av två av tre stora branschtidningar. One Count röstades fram i den andra.
Som treåring fick Native Dancer tidigt uppmärksamhet i media fram till Kentucky Derby 1953. Han segrade i Gotham Stakes och det prestigefyllda Wood Memorial, men i Kentucky Derby förlorade han för enda gången i karriären. I Kentucky Derby den 2 maj startade Native Dancer, obesegrad i elva lopp, som klar favorit. I löpet tog Dark Star ledningen i första sväng, och Native Dancer sparade sin spurt till upploppet. Dark Star fick en ledning med ett par längder, och trots att Native Dancer spurtade snabbt, höll Dark Star undan och segrade med ett huvud.
Native Dancer segrade därefter i Preakness, Belmont och Travers Stakes, en bedrift som fram till dess endast uppnåtts av Duke of Magenta, Grenada, Man o' War och Whirlaway. Native Dancer avslutade treåringssäsongen med nio vinster (alla i stakeslöp) på tio starter och utsågs till Champion Three-Year Old Colt. I omröstningen till American Horse of the Year kom han på andra plats bakom Tom Fool, som hade vunnit alla sina tio starter.
Som fyraåring gjorde Native Dancer endast tre starter, innan han tvingades att avsluta tävlingskarriären på grund av en skada. Han utsågs igen till American Horse of the Year. Många anser att Native Dancer var den första hästen som blev känd via TV.

### Som avelshingst
Som avelshingst fick Native Dancer 43 stakesvinnare (eller 44 enligt en källa) från 306 avkommor. Hans manliga ättlingar, särskilt genom hans barnbarn Mr. Prospector, har dominerat de amerikanska Triple Crown-löpen. Han är också morfar till Northern Dancer, utan tvekan den mest inflytelserika hingsten på 1900-talet.  
Även om Native Dancer aldrig blev ledande avelshingst i Nordamerika, slutade han tvåa 1966 och sexa 1965. Han var också tvåa över ledande avelshingst i Storbritannien och Irland 1963 och sjua på den franska listan 1963.

### Död
Native Dancer dog den 16 november 1967 efter att en tumör på tunntarmens vägg avlägsnats. Han begravdes på Sagamore Farm.

## Statistik
| Datum             | Ålder | Dist.          | Löp                      | Bana            | Odds | Fält | Plac. | Tid     | Marginal    | Ref.   |
| ----------------- | ----- | -------------- | ------------------------ | --------------- | ---- | ---- | ----- | ------- | ----------- | ------ |
| 19 april 1952     | 2     | 5 furlongs     | Maiden Special Weight    | Jamaica         | 7-5  | 9    | 1     | 0:593⁄5 | 4 1⁄2 längd | [ 22 ] |
| 23 april 1952     | 2     | 5 furlongs     | Youthful Stakes          | Jamaica         | 9-10 | 12   | 1     | 0:592⁄5 | 6 längder   | [ 23 ] |
| 4 augusti 1952    | 2     | 5 1⁄2 furlongs | Flash Stakes             | Saratoga        | 4-5  | 7    | 1     | 1:06    | 2 1⁄4 längd | [ 24 ] |
| 16 augusti 1952   | 2     | 6 furlongs     | Saratoga Special         | Saratoga        | 7-10 | 8    | 1     | 1:131⁄5 | 3 1⁄2 längd | [ 25 ] |
| 23 augusti 1952   | 2     | 6 furlongs     | Grand Union Hotel Stakes | Saratoga        | 1-2  | 5    | 1     | 1:111⁄5 | 3 1⁄2 längd | [ 26 ] |
| 30 augusti 1952   | 2     | 6 1⁄2 furlongs | Hopeful Stakes           | Saratoga        | 1-4  | 7    | 1     | 1:184⁄5 | 2 längder   | [ 27 ] |
| 22 september 1952 | 2     | 6 furlongs     | Special Weight           | Belmont Park    | 2-5  | 8    | 1     | 1:093⁄5 | 1 ⁄4 längd  | [ 28 ] |
| 27 september 1952 | 2     | 6 1⁄2 furlongs | Belmont Futurity         | Belmont Park    | 2-5  | 10   | 1     | 1:142⁄5 | 2 1⁄4 längd | [ 29 ] |
| 23 oktober 1952   | 2     | 1 ⁄16 miles    | East View Stakes         | Jamaica         | 1-5  | 6    | 1     | 1:441⁄5 | 1 ⁄2 längd  | [ 30 ] |
| 18 april 1953     | 3     | 1 ⁄16 miles    | Gotham Stakes            | Jamaica         | 3-20 | 9    | 1     | 1:441⁄5 | 2 längder   | [ 31 ] |
| 25 april 1953     | 3     | 1 ⁄8 miles     | Wood Memorial            | Jamaica         | 1-10 | 7    | 1     | 1:503⁄5 | 4 1⁄2 längd | [ 32 ] |
| 2 maj 1953        | 3     | 1 ⁄4 miles     | Kentucky Derby           | Churchill Downs | 7-10 | 11   | 2     | 2:02    | (huvud)     | [ 33 ] |
| 16 maj 1953       | 3     | 1 mile         | Withers Stakes           | Belmont Park    | 1-20 | 3    | 1     | 1:361⁄5 | 4 längder   | [ 34 ] |
| 23 maj 1953       | 3     | 1 3⁄16 miles   | Preakness Stakes         | Pimlico         | 1-5  | 7    | 1     | 1:574⁄5 | hals        | [ 35 ] |
| 13 juni 1953      | 3     | 1 ⁄2 miles     | Belmont Stakes           | Belmont Park    | 9-20 | 6    | 1     | 2:283⁄5 | hals        | [ 36 ] |
| 4 juli 1953       | 3     | 1 ⁄4 miles     | Dwyer Stakes             | Aqueduct        | 1-20 | 5    | 1     | 2:051⁄5 | 1 3⁄4 längd | [ 37 ] |
| 18 juli 1953      | 3     | 1 mile         | Arlington Classic        | Arlington Park  | 7-10 | 8    | 1     | 1:38    | 9 längder   | [ 38 ] |
| 15 augusti 1953   | 3     | 1 ⁄4 miles     | Travers Stakes           | Saratoga        | 1-20 | 5    | 1     | 2:053⁄5 | 5 1⁄2 längd | [ 39 ] |
| 22 augusti 1953   | 3     | 1 ⁄8 miles     | American Derby           | Washington Park | 1-10 | 8    | 1     | 1:482⁄5 | 2 längder   | [ 40 ] |
| 7 maj 1954        | 4     | 6 furlongs     | Allowance                | Belmont Park    | 3-20 | 7    | 1     | 1:114⁄5 | 1 ⁄4 längd  | [ 41 ] |
| 15 maj 1954       | 4     | 1 mile         | Metropolitan Handicap    | Belmont Park    | 1-4  | 9    | 1     | 1:351⁄5 | hals        | [ 42 ] |
| 1 augusti 1954    | 4     | 7 furlongs     | Oneonta Handicap         | Saratoga        | n/a  | 3    | 1     | 1:241⁄5 | 9 längder   | [ 43 ] |

1. ↑  tangerat världsrekord
2. ↑  inget totospel tilläts

## Stamtavla
| Efter Polynesian Br.,1942   | Unbreakable Blk.,1935 | Sickle (GB)       | Phalaris (GB)        |
| Efter Polynesian Br.,1942   | Unbreakable Blk.,1935 | Sickle (GB)       | Selene (GB)          |
| Efter Polynesian Br.,1942   | Unbreakable Blk.,1935 | Blue Grass (FR)   | Prince Palatine (GB) |
| Efter Polynesian Br.,1942   | Unbreakable Blk.,1935 | Blue Grass (FR)   | Hour Glass           |
| Efter Polynesian Br.,1942   | Black Polly B.,1936   | Polymelian (GB)   | Polymelus (GB)       |
| Efter Polynesian Br.,1942   | Black Polly B.,1936   | Polymelian (GB)   | Pasquita (GB)        |
| Efter Polynesian Br.,1942   | Black Polly B.,1936   | Black Queen       | Pompey               |
| Efter Polynesian Br.,1942   | Black Polly B.,1936   | Black Queen       | Black Maria          |
| Undan Geisha (USA) Gr.,1943 | Discovery Ch.,1931    | Display           | Fair Play            |
| Undan Geisha (USA) Gr.,1943 | Discovery Ch.,1931    | Display           | Cicuta (GB)          |
| Undan Geisha (USA) Gr.,1943 | Discovery Ch.,1931    | Ariadne           | Light Brigade (GB)   |
| Undan Geisha (USA) Gr.,1943 | Discovery Ch.,1931    | Ariadne           | Adrienne             |
| Undan Geisha (USA) Gr.,1943 | Miyako Gr.,1935       | John P. Grier     | Whisk Broom II       |
| Undan Geisha (USA) Gr.,1943 | Miyako Gr.,1935       | John P. Grier     | Wonder               |
| Undan Geisha (USA) Gr.,1943 | Miyako Gr.,1935       | La Chica Gr.,1930 | Sweep                |
| Undan Geisha (USA) Gr.,1943 | Miyako Gr.,1935       | La Chica Gr.,1930 | La Grisette (IRE)    |